# محمود المنتصر
محمود المنتصر (8 أغسطس 1903 - 28 سبتمبر 1970) سياسي ليبي شغل منصب رئاسة الوزاء في الحكومة الليبية خلال الفترة من 1951 إلى 1954 ومن 1964 إلى 1965, وأول رئيس وزراء في دولة ليبيا التي أعلن عن استقلالها وقيامها في 24 ديسمبر 1951. تقلد المنتصر عدة مناصب أخرى غير الوزارة ومنها منصب رئيس الديوان الملكي.

## الخلفية العائلية
هو محمود بك بن أحمد ضياء الدين بك بن عمر باشا بن أحمد باشا الشيخ أبو القاسم بن الشيخ أبوبكر المنتصر بن منتصر الكافي المصراتي. ولد بمدينة العجيلات يوم 8/8/1903 حيث كان والده قائمقام بالمدينة. جده لأمه هو محمد باشا كعبار أحد متصرفي لواء فزان في العهد العثماني. اخواله هم المجاهدين الهادي بك كعبار ومختار بك كعبار اللذين كانا من أبزر مجاهدي حركة المقاومة الوطنية للاستعمار الإيطالي حيث أعدم خاله الهادي وابنه محمد شنقاً لإسقاطه أول طائرة حربية بالرابطة. أما خاله مختار فقد كان أحد مؤسسي الجمهورية الطرابلسية واختير وزيراً لماليتها. تزوج ابنة حسونة باشا القرمانلي فانجب منها عشرة أولاد خمسة أبناء وخمسة بنات.

## حيـاتــه
تلقى تعليمه الابتدائي بمحلة ميزران بمدينة طرابلس. وبما أن والده كان من أعيان المدينة ومن أسرة كان لها نفوذها السياسي والاجتماعي ومن الأسر المقتدرة مالياً فقد أرسله للدراسة بإيطاليا بكلية الاقتصاد جامعة روما  حيث كان من القلة القليلة التي حظيت بتعليم حديث جعله أكثر تميزاً عن غيره. يجيد التحدث باللغتين الإيطالية والفرنسية بطلاقة أي انه حمل من القدرات مايؤهله  لمختلف الوظائف الإدارية الرفيعة بموازين زمنه. أثناء دراسته في إيطاليا تعرف علي الملك إدريس السنوسي سنة 1921 أثناء زيارة السيد أدريس السنوسي لإيطاليا عقب أعتراف الإيطاليون به كأمير علي برقة.
بعد عودته من الدراسة انخرط في العمل الإداري حيث عين مديراً لأوقاف طرابلس من 1936 إلى 1939 ومن ثم مديراً للمدرسة الإسلامية العليا في طرابلس كما أسندت إليه أيضاً مدرسة الفنون والصنائع. بعد اندلاع الحرب العالمية الثانية هرب إلي القاهرة حين طلبت منه السلطات الإيطالية إعداد المقاتلين الليبيين للمشاركة في الحرب فأستغل فرصة انشغالهم عنه ولحق بالمهاجرين الليبيين هناك. رجع إلى ليبيا  سنة 1944 حيث كان من ضمن أعضاء الجبهة الوطنية المتحدة ثم هيأة تحرير ليبيا حاول إلتزام الحياد في صراع التيارات السياسية الداخلية أواخر الأربعينيات. إنضم إلى صفوف الوطنيين المنادين بوحدة التراب الليبي فكانت له جهود مثمرة مابين القاهرة وليبيا لجمع كلمة الليبيين الذين انقسموا على أنفسهم مابين طرابلسيون وبرقاويون حيث شارك في سلسلة لقاءات في هذا الإطار مع الملك أدريس السنوسي وهي التي بلورت علاقته مع الملك فيما بعد الاستقلال.

## المناصب التي تقلدها
شارك في تأسيس الدولة الليبية الحديثة بمختلف مراحلها ومعظم تفاصيلها، سواءً قبل الاستقلال أو بعده، ليصبح من أبرز سياسي مشهدها حتى تاريخ وفاته، فتقلّد العديد من المناصب السيادية في المملكة الليبية المتحدة، بداية بعضوية الجمعية الوطنية، ثم رئاسة أول حكومة مؤقتة قبيل الاستقلال ما بين 29 مارس إلى 24 ديسمبر 1951، وهي التي تسلمت السلطات من الإدارتين الإنجليزية والفرنسية، ثم كلّفه الملك رئيسًا لأول حكومة بعد الاستقلال، ووزيرًا لخارجيتها من 24 ديسمبر 1951 وحتى 18 فبراير 1954، ثمَّ عُيّن سفيرًا لليبيا بلندن من 1954-1957، ثم مستشارًا للملك خلال سنة 1957، وفي هذه السنة عُيِّن سفيرًا في إيطاليا، ووزيرًا مفوضًا باليونان ويوغسلافيا إلى سنة 1960، وفي 22 يناير 1964 كلّفه الملك رئيسًا للحكومة مرة ثانية حتى 18 مارس 1965، ثمَّ اختير رئيسا للديوان الملكي لأربع سنوات متتالية 1965-1969. وفي أواخر 1969 قبض عليه قادة الجمهورية الليبية، وأودع السجن حتى وفاته سنة 1970.
أثنى وأطرى عليه الكثير ممن عرفوه وعاصروه من مختلف الأطياف منهم علي سبيل المثال الناشط القومي والكاتب الصحفي الليبي محمد علي الحداد في أحد مؤلفاته التي دونها في مهجره بالعراق عام 1937  «كان الأخ محمود بيك المنتصر يعمل مع صهره الأمير سليمان بيك القرمانلي في (اوفشيو اسه)[كلمة ايطالية تعني مكتب] وكانت الصداقة والمحبة متملكة المناصرة [ يقصد آل المنتصر] والقرمانليين وسائر العائلات الأصيلة وأفرادها فكانت أمالنا أقوى من الجبال الرواسي، أما حزب الاستعمار وأعوانه فقد كان لنا بالمرصاد، وكانت الدسائس تحاك لإحباط المساعي والحيلولة دون الوصول إلى أدنى الغايات القومية».

## ما قبل الاستقلال
- في عهد الاحتلال الإيطالي استطاع محمود المنتصر على ما يبدو الحصول على ثقة الإيطاليين، وهذا جعل البعض يعتبره، بعد نهاية النظام الملكي في ليبيا عام 1969، من العملاء، ويمكن القول أن هذا يحوي على قدر كبير من التجني، فلم يكن يدور بخلد المنتصر أيام العهد الإيطالي أن إيطاليا ستهزم وتخرج من ليبيا، ولذلك كان عليه حينها أن يتعامل معها، كما فعل معظم الليبيين في ذلك الوقت.
- في 25 نوفمبر 1950 عقدت «الجمعية الوطنية التأسيسية» الهادفة لوضع دستور ليبي، وكان محمود المنتصر أحد المندوبين عن ولاية طرابلس، وفي مارس 1951، كلف المنتصر بتشكيل حكومة (ولاية) طرابلس، ولم ينتهي الشهر حتى كلّف المنتصر بتشكيل الحكومة الاتحادية المؤقتة للدولة الليبية.

## سنوات الاستقلال الأولى
في 24 ديسمبر 1951، أعلن الملك إدريس السنوسي استقلال ليبيا تحت اسم المملكة الليبية المتحدة، وكلف المنتصر بتشكيل أول حكومة للدولة الوليدة.
من أهم المشكلات التي واجهت المنتصر في بداية عهده هي مشكلة القواعد الأجنبية في ليبيا، ولكي يحسن موقفه التفاوضي قرر طلب المساعدة من مصر في عهد الملك فاروق، إلا أن الحكومة المصرية فرضت شروطاً صعبة منها أن تكون قيمة المساعدة مليون جنيه فقط، والتنازل عن واحة الجغبوب لصالح مصر، وأن يكون المصريون هم المشرفون على إنفاق هذه المساعدة، في حين عرض البريطانيون 2.75 مليون جنيه إسترليني مقابل بقاء قواعدهم في ليبيا، وبالطبع قبل المنتصر العرض البريطاني.
ومن أكثر تصرفات المنتصر المثيرة للجدل في عهده هي الإجراءات الصارمة التي اتخذتها حكومته ضد الأحزاب السياسية في ليبيا، كما قامت حكومته بترحيل الزعيم الوطني الليبي بشير السعداوي إلى خارج ليبيا في 22 فبراير 1952.
في شهر مارس 1953 مثل الملك إدريس في تتويج الملك فيصل الثاني ملك العراق.
في شهر يونيو 1953 مثل الملك إدريس في تتويج ملكة بريطانيا.
استقال محمود المنتصر من رئاسة الوزارة في 15 فبراير عام 1954.
بعد ذلك عين المنتصر سفيراً لليبيا في لندن من سنة 1954 إلى سنة 1957.
في سنة 1955 ترأس الوفد الليبي لمؤتمر باندونج.
سنة 1957 عين مستشاراً خاصاً لملك.
من سنة 1957 إلى 1960 سفير ليبيا لدى إيطاليا ووزير مفوض باليونان ويوغسلافيا.
في سبتمبر 1964 شارك في القمة العربية التي عقدت بالإسكندرية وترأس الوفد الليبي الملك إدريس.
زار تونس والجزائر والمغرب في مهام رسمية

## جدلية دوره السياسي
أما الدور الذي أثار جدلًا حاداً حول شخصية محمود المنتصر في تاريخ المملكة الليبية للرأي العام الليبي والأقليمي هو توقيعه لاتفاقيات تأجير القواعد الأجنبية خاصة مع بريطانيا والولايات المتحدة الاميركية وردود أفعالها المحلية والعربية.حيث واجهت قضية توقيع المعاهدات الأجنبية موجة من التيار المناوي لهذا الاتجاه من داخل ليبيا وخارجها خاصة بعد ظهور النظام الثوري الجديد بمصر عن طريق الصحف الليبية والمصرية التي أججت الرأي العام الليبي حيث وقع جزء كبير منه تحت تأثير الدعاية المصرية ووسائل إعلامها التي ناوءت سياسة القواعد والأحلاف في البلاد العربية.  ففي عشية الإستقلال كان التحدي الأكبر لحكومة المنتصر  بإعتباره أحد صانعي سياسة الدولة الليبية الحديثة هي عجز ميزانيتها العامة الأمر الذي وضع الملك وحكومته في موقفاً ألزمهم بإيجاد آلية عمل لتسيير دولتهم المستقلة الجديدة حيث أشارت جميع تقارير الأمم المتحدة إلى أن الاقتصاد الليبي عاجزًا تماما عن الإيفاء بإلتزاماته  الاقتصادية للدولة الجديدة.
وعلي الساحة الدولية كانت الحرب الباردة في أوج عنفوانها وهذا ماجعل القضية الليبية من أصعب وأعقد قضايا مابعد الحرب العالمية الثانية حتي بعد استقلالها. لذلك فقد أدرك ساستها وعلي رأسهم الملك أدريس ورؤساء حكوماته تبني سياسة واقعية جداً في سياسة ليبيا الخارجية أعتمدت في مقامها الأول علي  المحدد الوحيد الفعال في  السياسة الخارجية للدولة الليبية الجديدة وهو موقعها الجغرافي وأهميتها الإستراتيجية بالنسبة للدول العظمى وقد كان هذا التوجه الأنجع الذي عبر عنه الملك مبكرا لأدريان بلت المبعوث الأممي لليبيا حينها مع التأكيد له علي أصولية تكويننا الداخلي كدولة مسلمة في محيطها العربي. كما أكد المنتصر علي أهمية هذا المحدد  وبناء على هذه الرؤى فقد تم توقيع إتفاقيات تأجير القواعد في عهد حكومة محمود المنتصر الذي أشرف على مفاوضاتها المضنية والشاقة سواءً مع بريطانيا أو الولايات المتحدة. وبعد أن أوصدت في وجه حكومته جميع الحلول العربية بالرغم من أنه أنضم إلى جامعة الدول العربية عام 1953 مؤكدا على عروبة ليبيا بأنضمامها إلى الجامعة العربية متعهدا ببذل أقصى مافي وسعها لأعلاء شأن الأمة العربية. وبحكم مسئوليته في الدولة الجديدة والدفع بها للأمام رأى غض الطرف عن العواطف والأماني القومية التي أجتاحت محيطه بالرغم من إيمانه بها دخل في مفاوضات طويلة وشاقة مارس فيها الغرب أبشع صور الإمبريالية أستطاع من خلالها اللعب على متناقضات الساحة الدولية. شهد بقدراته السياسية فيها كل من عاصروه في تلك المفاوضات والأهم من ذلك أستطاع تغطية عجز ميزانية حكومته لمدة عشرين سنة قادمة مع إمكانية التخلص من ذلك العبء حتي قبل حلول ميعاده وهو مافعله في محاولة حكومته الثانية مع الطرفين البريطاني والامريكي اللذين أبدوا موافقتهم علي الرحيل بمجرد أنتهاء عقودهم. أعتبرت الخارجية الأمريكية  المفاوضات الليبية حول القواعد في بعض مراحلها بأنها سياسة أبتزاز لاتختلف كثيرا عن سياسة قراصنة البحر المتوسط،  وقد قال عنه السفير الأمريكي بليبيا هنري فيلارد في معرض مراسلاته للخارجية الأمريكية بأنه أقوى رجل سياسي علي الساحة الليبية.  
إلا أن ردود الأفعال حول تأجير القواعد كانت عنيفة جداً حيث أثارت جدلا واسعاً محلياً وإقليمياً حول دور محمود المنتصر وإنه أداة للمستعمر.  ونتيجة لذلك «قامت حملة إعلامية شديدة من الصحافة والإذاعة العربية والمصرية ضد المعاهدة البريطانية، وهوجم المنتصر هجوماً لا هوادة فيه، لاسيما من إذاعة صوت العرب التي كانت تبث من القاهرة ومن الصحافة العربية في لبنان وسوريا ومصر، وقد تجاوبت مع هذه الحملة عناصر ليبية معارضة في البرلمان الليبي وخارجه». مما ترك موروث سلبي في العقل الجمعي حول دور هذه الشخصية الوطنية جعلها من الشخصيات الليبية الأكثر جدلا في تاريخ المملكة الليبية المتحدة.

## الوزارة الثانية

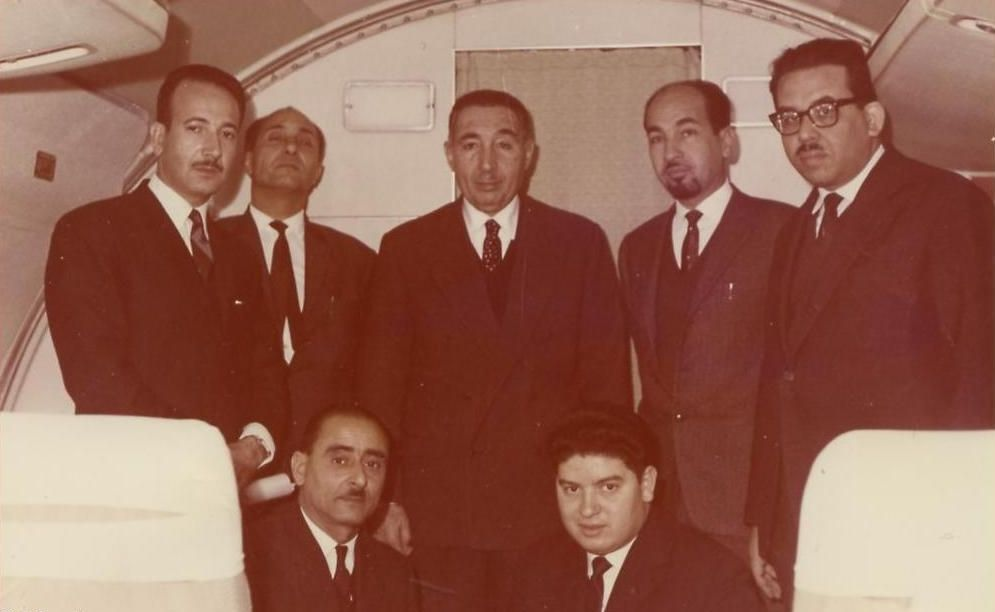
محمود المنتصر مع وزراء ومسؤولين من حكومته الثانية في زيارة لدول المغرب العربي عام 1964. من اليمين وقوفاً:خليفة التليسي، وفؤاد الكعبازي، ومحمود المنتصر، وحسين الغناي، وعبد المولى لنقي، ومن اليمين جلوساً:بشير السني المنتصر، وأحمد الصويدق.

في يناير 1964 استدعي المنتصر لكي يشكل حكومة جديدة خلفاً لمحي الدين فكيني، ولم يمضي وقت طويل حتى كان عليه أن يواجه أول مشكلة كبيرة، ففي 22 فبراير 1964 ألقى الرئيس المصري جمال عبد الناصر خطاباً قال فيه أن القواعد [العسكرية الأجنبية] الموجودة في ليبيا هي...خطر على الأمة العربية كلها، وأدى هذا الخطاب الذي صاحبه دعاية مصرية مضادة لليبيا في الإذاعات المصرية إلى تأجيج غضب جماهير الشعب الليبي على حكومته، ولكي يهدأ المنتصر من غضب الشعب، كلف وزير خارجيته حسين مازق ببدء مفاوضات الجلاء مع بريطانيا والولايات المتحدة. لكن الرئيس عبد الناصر قام على نحو مفاجئ (بعد ضغط أمريكي عليه) بتحمّيل الوزير مازق (أثناء حضوره لقمة عربية في القاهرة تلك السنة) رسالة أخوية إلى الملك إدريس أن لا يستعجل في إخراج القوات الأمريكية من ليبيا، مما عنى عملياً إيقاف مفاوضات الجلاء.